# エドワード・ラドウィッグ
エドワード・ラドウィッグ（-ルドウィグ、Edward Ludwig, 1899年10月7日 - 1982年8月20日）は、アメリカ合衆国の映画監督、脚本家である。エドワード・I・ラディ（Edward I. Luddy）の名でも知られる。

## 人物・来歴
1899年（明治32年）10月7日、革命前のロシア帝国（現ロシア）に生まれる。幼少期に家族とともにアメリカに移住し、ニューヨーク等で育つ。
1920年（大正9年）、21歳のころにサイレント映画の映画監督としてデビューしている。当時は、エドワード・I・ラディと名乗り、1921年（大正10年）から1929年（昭和4年）までの8年間に55本のサイレント映画を監督した。
1931年（昭和6年）、ユニヴァーサル映画からRKOに移籍して、トーキーを手がける。トーキーは以降、1957年（昭和32年）まで36本を監督した。この時期の作品としては、ミッキー・ルーニー主演の『大車輪 (ビッグ・ホイール)』（1949年）、ジョン・ウェイン主演の『ハワイの陰謀』（1952年）が知られる。
1958年（昭和33年）以降はテレビ映画に進出、1959年（昭和34年）にはテレビ映画シリーズ『ボナンザ』等を手がけた。
1982年（昭和57年）8月20日、カリフォルニア州サンタモニカで死去した。満83歳没。サイレント映画からテレビ映画まで、100作あまりを監督した。

## おもなフィルモグラフィ
en:Category:Films directed by Edward Ludwig
- 『のらくら新療法』 : 監督ウィリアム・ボーディン、1928年 - スクリプト
- 『禁酒天国』 See America Thirst : 監督ウィリアム・ジェームズ・クラフト、1930年 - 原作・ダイアローグ
- 『象狩り二人行脚』 The Cohens and Kellys in Africa : 監督ヴィン・ムーア、1931年 - 原作
- 『打倒選手』 Steady Company : 1932年 - 監督
- 『鉄腕拳闘王』 : 1932年 - 監督
- 『結婚はしたけれど』 They Just Had to Get Married : 1933年 - 監督
- 『少年G戦線』 : 1935年 - 監督
- 『大学の人気者』 : 1935年 - 監督
- 『マンハッタン夜話』 : 1936年 - 監督
- 『呪はれた女』 : 1936年 - 監督
- 『最後のギャング』 : 1937年 - 監督
- 『命を賭ける男』 : 1937年 - 監督
- 『年ごろ』 That Certain Age : 1938年 - 監督
- 『男対男』 : 1939年 - 監督
- 『新ロビンソン漂流記』 Swiss Family Robinson : 1940年 - 監督
- 『血戦奇襲部隊』 The Fighting Seabees : 1944年 - 監督
- 『悪名高きテキサス人』 : 1947年 - 監督
- 『怒涛の果て』 Wake of the Red Witch : 1948年 - 監督
- 『大車輪 (ビッグ・ホイール)』 The Big Wheel : 1949年 - 監督
- 『燃える森林』 : 1952年 - 監督
- 『カリブの海賊』 : 1952年 - 監督・脚本
- 『ハワイの陰謀』 Big Jim McLain : 1952年 - 監督
- 『姿なき敵』 : 1953年 - 監督
- 『南部魂は消えず』 : 1953年 - 監督
- 『アマゾンの秘宝』 : 1954年 - 監督
- 『復讐にかけた女』 : 1955年 - 監督・プロデューサー
- 『拳銃渡世』 : 1957年 - 監督
- 『黒い蠍』 The Black Scorpion : 1957年 - 監督
- 『ボナンザ』 : テレビ映画シリーズ、1959年 - 監督
- 『ガン・ホーク』 : 1963年 - 監督

## 註
1. 1 2 3 4 5  #外部リンク欄、Internet Movie Databaseの本項リンク先の記述を参照。二重リンクを省く。